# Destalinizace

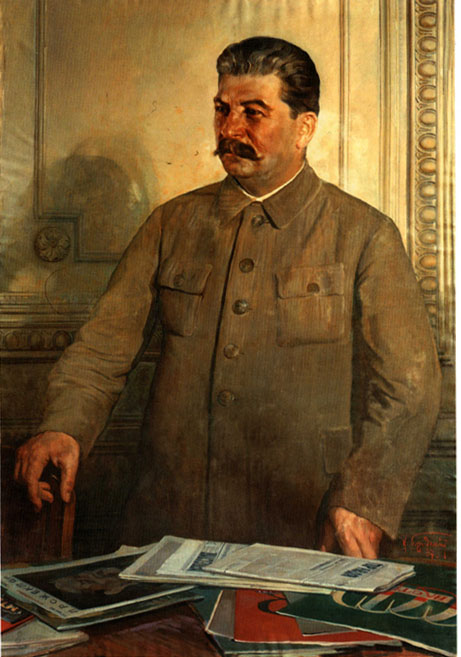
Josif Vissarionovič Stalin

Destalinizace je označení pro politické změny po smrti J. V. Stalina (1953), částečnou kritiku stalinismu a konec kultu jeho osobnosti. Vztahuje se zejména na snahy části vedení Komunistické strany Sovětského svazu po tajném proslovu jeho nástupce N. S. Chruščova na XX. sjezdu strany v únoru 1956 trvající do počátku 60. let. Destalinizace měla důsledky v Sovětském svazu i ve východním bloku.

## Destalinizace po XX. sjezdu
Chruščov ve svém šokujícím projevu o kultu osobnosti a jeho důsledcích kritizoval některé praktiky stalinismu jako byly stalinovy čistky a označil je za důsledek kultu osobnosti. Přestože poodhalil jen část zločinů (nikoli např. velký hladomor), nekritizoval podstatu režimu a byl určený jen delegátů sjezdu, jeho obsah unikl a vyvolal silné reakce, mj. byl kritizován jako revizionismus, pro mnohé znamena zborcení idealizované představy „vlasti komunismu“ a v Stalinově rodné Gruzii vyvolal masové demonstrace.
Kromě viditelných změn spojených s osobou Stalina jako odstraňování pomníků a přejmenování míst pojmenovaných po Stalinovi (např. Stalingrad na Volgograd) probíhaly i částečné politické rehabilitace a rušení systému táborů nucených prací Gulag. Podstata režimu se však nezměnila, represe vůči disentu a tábory nucených prací pokračovaly i později. Symbolický potvrzením destalinizace bylo potiché odstranění Stalinova mumifikovaného těla z Leninova mauzolea a jeho pohřbení, o kterém bylo rozhodnuto na 22. sjezdu v roce 1961.
K dopadům destalinizace ve východním bloku patřilo maďarské povstání na podzim 1956, potlačené sovětskou armádou. V Praze byl v roce 1962 odstraněn monumentální Stalinův pomník a v návaznosti na pohřbení Stalina zrušeno Mauzoleum Klementa Gottwalda.

## Pozdější vývoj
Po odstranění Chruščova (1964) za Brežněva destalinizace skončila. Nová vlna uvolnění nastala až roku 1985 s příchodem Michaila Gorbačova. Třetí vlna následovala po pádu komunismu a rozpadu sovětského svazu v devadesátých letech. V jednotlivých postsovětských státech je proces destalinizace pozorovatelný i v novém století, např. v Gruzii (kde jej dosud oslavuje Muzeum Stalina) za Michaila Saakašviliho (mezi 2004 a 2013) nebo během dekomunizace Ukrajiny (2015). V Rusku po období Jelcina, kdy se historikům otevřely tajné archivy a kriticky se zkoumalo období totalitarismu, dochází k tzv. restalinizaci či neostalinismu, nové oslavování Stalina a jeho doby jako éry největší moci ruského státu.